# Маестро дел'Осерванца
Маèстро дел'Осервàнца или Майстор на триптиха от „Осерванца“ (на италиански: Maestro dell'Osservanza, † вероятно 15 век) е италиански художник от Сиенската школа, работил приблизително през 1430–1480-те г. в Сиена.
През 1940 г. италианският изкуствовед Роберто Лонги, изследвайки произведенията на сиенския художник Джовани ди Стефано, известен като Сасета, прави извод, че няколко работи, които традиционно се приписват на този художник, са изпълнени от съвсем друг художник. Лонги го нарича „Маестро дел'Осерванца“, основание за което му служи олтарът от базиликата „Осерванца“ в Сиена, изпълнен от него. 

## Творби
Пет основни творби от този анонимен художник имат достатъчно определена датировка, благодарение на което изследователите имат възможност за реконструкцията на неговата творческа кариера. Първата група творби представлява миниатюри от Книга за хоралите, която е създадена по всяка вероятност за храм „Св. Августин“ в Сиена. Анализът на иконографията на миниатюрите позволява да се направи извод, че те са създадени около 1430 г. с цел да увековечат важно църковно събитие – пренасянето на мощите на света Моника от Остия в Рим. Поръчката е от страна на августинския монах Андреа Биля, който организира специална църковна служба по този повод.
Останалите произведения, приписвани на четката на Маестро дел'Осерванца, са олтари.

### Списък с произведения
- Триптих на Мадоната с Младенеца и св. св. Амвросий и Йероним (Trittico della Madonna con Bambino e i santi Ambrogio e Gerolamo), базилика „Осерванца“, Сиена
- Св. Георги и змея (San Giorgio e il drago), картина за църквата „Св. Христофор“, Епархийски музей за свещено изкуство, Сиена
- „Погребението на Св. Моника и тръгването на св. Августин от Африка“ (Sepoltura di santa Monica e partenza di sant'Agostino dall'Africa), ок. 1430, Музей „Фитцуилям“, Кеймбридж, Мазачузетс
- Триптих на поклонението на пастирите (Trittico dell'Adorazione dei pastori), Худ. музей в Ел Пасо
- Осем табла c Житието на Св. Антоний абат (Storie di Sant'Antonio Abate), ок. 1435 - 1440 г.
  - Св. Антоний на литургия посвещава живота си на Бога (Sant'Antonio a messa dedica la sua vita a Dio), Държавни музеи, Берлин
  - Св. Антоний раздава богатствата си на бедните (Sant'Antonio distribuisce le sue ricchezze ai poveri), Национална художествена галерия, Вашингтон
  - Св. Антоний напуска манастира си (Sant'Antonio abbandona il suo monastero), Национална художествена галерия, Вашингтон
  - Св. Антоний отива да търси Св. отшелник Павел (Sant'Antonio va alla ricerca di san Paolo eremita), Национална художествена галерия, Вашингтон
  - Св. Aнтоний изкушен от куп злато (Sant'Antonio tentato da un mucchio d'oro), Музей „Метрополитън“, Ню Йорк
  - Св. Антоний изкушен от дявола под формата на жена (Sant'Antonio tentato dal diavolo in forma di donna), Художествена галерия на Университет „Йейл“, Ню Йорк
  - Morte di sant'Antonio, Национална художествена галерия, Вашингтон
- Рождение на Богородица (Natività della Vergine), ок. 1438-1439, Музей на Палат „Корболи“ Ашано
- Мадоната с Младенеца и два херувима (Madonna col Bambino e due cherubini), ок. 1440-1445, Музей „Метрополитън“, Ню Йорк
- Бичуването на Христос (Flagellazione di Cristo), ок. 1445, Ватиканска Пинакотека, Рим
- Изкачване на Голгота (Andata al Calvario), ок. 1445, Филаделфия, Художествен музей на Филаделфия
- Слизане в предверието на Ада (Discesa al Limbo), ок. 1445, Художествен музей „Фог“, Кеймбридж, Мазачузетс
- Възкресение (Resurrezione), ок. 1445, Худ. институт на Детройт
- Буква Е. (Capitale E), фрагмент от страница с миниатюра, Музей „Метрополитън“, Ню Йорк
- Изкупител (Redentore), ок. 1450, Фондация „Джорджо Чини“, Венеция

## Галерия
- Олтар на Рождество на Богородица (ок. 1437),
 църква „Св. Агата“, Ашано.
- Св. Георги убива змея (ок. 1440),
Епархийски музей, Провенцано.
- Олтар на Св. Антоний абат (1436), реконструкция
- Св. Антоний: детайл от олтара на Св. Антоний абат (1436), Лувър, Париж.
- Св. Антоний отслужва меса: детайл от олтара на Св. Антоний абат (1436), Далем, Берлин.
- Св. Антоний раздава пари на бедните: детайл от Олтара на Св. Антоний абат (1436), Национална галерия, Вашингтон.